# Реквием (Шнитке)
«Ре́квием» — музыкальное произведение советского и российского композитора Альфреда Шнитке для солистов, смешанного хора и инструментального ансамбля, созданное в 1975 году. Состоит из четырнадцати частей на латинском языке. Представляет собой авторскую интерпретацию композиторского реквиема как жанра концертной духовной музыки. Исследователями трактуется как музыкально-философское произведение о преодолении смерти и утверждении веры в единого Бога. Использовано в фильме-спектакле «Дон Карлос» по драматической поэме Фридриха Шиллера, поставленном Театром имени Моссовета в 1980 году. Запись произведения в Советском Союзе не издавалась — долгое время оно распространялось в магнитиздате. Впервые издано в 1997 году в исполнении Государственной академической капеллы России. В творчестве Шнитке обозначило переход к простоте, лаконизму и синтетичности музыкального языка. Является одним из наиболее известных произведений автора.

## Создание
В 1972 году Альфред Шнитке начал работу над созданием Фортепианного квинтета, который композитор намеревался посвятить памяти ушедшей из жизни матери. В этот период возник замысел краткого инструментального реквиема — в нём все традиционные для реквиемов темы должны были быть структурированы в одну часть. Шнитке взялся за его сочинение, но спустя время, со слов композитора, стало понятно, что музыкальный материал должен быть не только инструментальным, но и вокальным. Также он ставил задачу добиться «обязательной узнаваемости» всех тем реквиема по подтекстовке и ритму, при этом они не должны были звучать как отдельные номера, а восприниматься как их смешение. В результате работа над реквиемом была отложена «до лучших времён», а над Фортепианным квинтетом — наоборот, продолжена уже без этого материала. Одновременно Шнитке поступило предложение написать музыку к спектаклю «Дон Карлос» по драматической поэме Фридриха Шиллера, постановкой которого занимался Театр имени Моссовета. Вначале от предложенной идеи он отказался, но затем сам выступил с инициативой создать в качестве основного музыкального сопровождения к спектаклю реквием на латыни. Получив согласие, композитор продолжил работу над произведением и завершил его в 1975 году.
«Латинский текст несёт некую магическую нагрузку. Его воздействие сильно и на человека, знающего подробности, смысл каждого слова, и на непосвящённого. Это уже музыка сама по себе».
В процессе создания Реквиема Шнитке предпринял попытку перевести на русский язык оригинальные латинские тексты — при этом пользовался изданием Реквиема Вольфганга Амадея Моцарта, в котором был представлен перевод этих текстов на немецкий язык. По признанию композитора, ему удалось тогда перевести бо́льшую их часть, за исключением отдельных слов. Сакральная латынь рассматривалась Шнитке как один из источников музыкальной выразительности, сродни воздействию буддийской мантры. Именно текстом на латыни и общим замыслом произведения была предопределена его музыкальная форма.
Материалом двенадцати из четырнадцати частей Реквиема (кроме Sanctus и Credo) фактически стала музыка к Фортепианному квинтету. Десятая часть Sanctus была создана отдельно: как вспоминал Шнитке, он «как-то просто проснулся» с основной темой этой части — примерно до её середины, причём ему приснился «не такой, какой обычно бывает — пышный», а «тихий» Sanctus. Вообще во всём Реквиеме, пояснял композитор, было «что-то необъяснимое», изначально он не собирался использовать тот музыкальный язык, которым произведение в итоге было написано. Шнитке во многом следовал творческой интуиции, отказавшись от «рациональных заготовок» и «каких-либо расчётов». Он досочинил вторую тему Sanctus и затем «долго доводил детали». Композитор считал эту часть Реквиема самой лучшей. Тринадцатая часть Credo в традиционном построении реквиемов отсутствует — Шнитке намеренно ввёл её в состав своего произведения, поскольку хотел тем самым уйти от драматургического спада, «ослабления» в конце мелодии.
Композитор посчитал уместными интонационные связи произведения с григорианским хоралом, составляющим мелодическую основу реквиема как жанра концертной духовной музыки. Кроме этого он указывал на стилистические аллюзии к Реквиему Моцарта, «Страстям по Луке» Кшиштофа Пендерецкого, хоровой музыке Карла Орфа, подчёркивая, что они возникали невольно, при этом Шнитке не допускал «сознательной игры» со стилями, но добивался их органического соединения. Некоторую пафосность музыкального выражения в Реквиеме — объяснял неизбежным следствием драматизма, «всяких трагических концепций».

## Запись и исполнение
Для содействия в организации записи Реквиема Альфред Шнитке обратился к председателю правления Союза композиторов РСФСР Родиону Щедрину. Композитор сыграл для него новое произведение на рояле, однако Щедрину оно не понравилось, в частности — точные многократные повторения, квадратность и метричность музыки. Позже организацией записи занялся главный дирижёр и художественный руководитель Эстонского театра оперы и балета Эри Клас. Запись была произведена в феврале 1976 года в Таллине. Как и предполагалось, её фонограмма была использована как музыкальное сопровождение к спектаклю «Дон Карлос», поставленному в 1980 году. Вместе с тем автор не раз подчёркивал, что обращение из театра было только поводом для создания Реквиема, и что это произведение концертное, а не театральное.
Для записи Реквиема, вспоминал Шнитке, был необходим большой хор с тремя солистами, а также 10 инструменталистов, однако в записи приняло участие всего 24 человека. Дирижировал Тыну Кальюсте — дипломник таллинской консерватории, для которого Реквием Шнитке стал первой самостоятельной работой, и он отнёсся к ней, по оценке композитора, с большой добросовестностью. Запись осуществлялась на протяжении трёх ночей подряд, так как только в ночное время было возможно собрать вместе всех музыкантов — участников разных хоров и оркестров. Поскольку издавать произведение в Советском Союзе не планировалось, Реквием долгое время распространялся в магнитиздате.
Рассуждая об усилиях, затраченных на создание Реквиема, Шнитке подчёркивал, что они стали сознательными именно на этапе записи, когда «оттачивалась» музыкальная фактура произведения. Этому этапу не предшествовал какой-то «принципиальный стилистический отбор» или какие-то «технологические рассуждения». Возможно, по этой причине, как предполагал композитор, произведение получилось стилистически «не совсем его» — вместе с тем, он «ощущал» Реквием именно как своё сочинение. А его таллинское исполнение — оценил высоко: «Бывает чистота настоящая и нейтральность не от отсутствия эмоций, а от их чрезвычайной упорядоченности».
Первое концертное исполнение Реквиема состоялось осенью 1977 года в Венгрии на фестивале «Будапештские музыкальные недели». 24 августа 1984 года на концерте в Хельсинки произведение исполнил камерный хор Московской консерватории в сопровождении Государственного симфонического оркестра Министерства культуры СССР — первое представление Реквиема дирижёром Геннадием Рождественским. 10 августа 1998 года на гражданской панихиде по ушедшему из жизни А. Шнитке Государственная академическая симфоническая капелла России под управлением Валерия Полянского исполнила отрывки из произведений композитора — в конце церемонии прозвучала первая часть Реквиема.
А. Шнитке лично писал главному дирижёру Московского государственного академического камерного хора Владимиру Минину с просьбой исполнить Реквием, однако сделать этого в то время не удалось. Тем не менее спустя более чем 40 лет, в 2019 году, произведение было включено в концертный репертуар хора.
Известными изданными интерпретациями Реквиема являются следующие.
| Дата записи           | Исполнитель                                                             | Дирижёр           | Лейбл, год издания                |
| --------------------- | ----------------------------------------------------------------------- | ----------------- | --------------------------------- |
| 1997                  | Государственная академическая симфоническая капелла России              | Валерий Полянский | Chandos, 1997                     |
| 2000-е                | Государственная академическая хоровая капелла России имени А. А. Юрлова | Геннадий Дмитряк  | Нет сведений                      |
| 17 сентября 2013 года | Камерный хор Московской консерватории                                   | Борис Тевлин      | Moscow Conservatory Records, 2014 |
| 2021                  | Московский государственный академический камерный хор                   | Тимофей Гольберг  | «Мелодия», 2022                   |

## Художественные особенности

### Жанр и стилистика
Музыка Альфреда Шнитке 1960 — начала 1970 годов характеризовалась интонационной сложностью, совмещением техник, стилей и жанров в попытке показать многообразие музыкальной реальности — для обозначения совокупности таких особенностей композитор ввёл в употребление термин полистилистика. В середине 1970 годов Шнитке обращается к духовному поиску — в его творчестве наступает так называемый «тихий период»: он сочиняет произведения медитативного характера, на религиозную тематику, в некоторой степени упрощая музыкальный язык. По мнению музыковедов Евгении Чигарёвой и Валентины Холоповой, создание Реквиема ознаменовало окончательный стилистический переворот в музыке Шнитке — это произведение стало ключевым для периода 1970 годов, его характеризуют простота и лаконизм в решении темы и синтетичность музыкального языка, «вобравшего в себя различные пласты и переплавившего всё это в новое единство».
«В Реквиеме Шнитке многочисленные музыкальные аллюзии, контрастные стили спаяны в единую философскую и музыкальную концепцию. В этой концепции барокко — образ идеального, но утраченного мира, диссонансы — хаос мира сегодняшнего, а например, танго — аллегория гибели нравственности. Это очень "атмосферный" Реквием с множеством созерцательных и медитативных моментов».
Обращение к жанру реквиема с текстом на латинском языке «архаического» наклонения позволило Шнитке «включиться» в мировую традицию трактовки этой «вечной темы», что отвечало устремлениям композитора тех лет. Выбор жанра предопределил использование некоторых характерных для реквиемов интонационных стереотипов. Например, нисходящее мелодическое движение как символ «нисхождения в бездну» на словах de profundo lacu в части Domine Jesu (с лат. — «из глубокого озера», у Шнитке — ход на септиму вниз), или — интонация сексты с её лирической функцией в Lacrymosa, или — использование труб и тромбонов в Tuba mirum (у Шнитке усилены электрогитарой, бас-гитарой и органом, через всю эту часть тянущими гудящий лейтзвук CIS). Однако значительными были и те изменения, которые Шнитке внёс в своё произведение. Исследователи отмечают объединение различных музыкальных стилей, к которым добавлен «пласт» современной популярной музыки (бит-ритмы и трезвучные гармонии, например, в Credo): все эти стили «существуют в глубоком единстве и могут быть вычленены только аналитическим путём», сам музыкальный язык не утрачивает семантического богатства, свойственного полистилистике, но приобретает целостность. Также особенностью тем всех частей Реквиема является их краткость (первоначальный вариант названия произведения — Missa brevis — с лат. «короткая месса»), а преобладание медленного движения и созерцательность их восприятия приводят к «общему ощущению некой призрачности всего происходящего в музыке».

### Структура, гармония, драматургия
Альфред Шнитке структурировал Реквием на следующие четырнадцать частей:
I. Requiem

II. Kyrie

III. Dies irae

IV. Tuba mirum

V. Rex tremendae

VI. Recordare

VII. Lacrymosa

VIII. Domine Jesu

IX. Hostias

X. Sanctus

XI. Benedictus

XII. Agnus Dei

XIII. Credo

XIV. Requiem
В гармоническом отношении Реквием, со слов композитора, значительно отличается от других его произведений, написан новым музыкальным языком. Из общего у него и Фортепианного квинтета — большое количество сопоставлений (в «одновременности и последовательности») двух тональностей, родственных через терцию, и трезвучий. В Реквиеме много диатоники, например, она использована в Sanctus, но с опорой не на приму, а на вторую или седьмую ступень — как замечал композитор, «своего рода модальность». Вместе с тем присутствуют также и хроматические темы — Kyrie. В отдельных случаях, пояснял Шнитке, он действовал исходя из принципа дополнительности, когда «при свободном атональном мышлении» «всё же следил» за тем, чтобы количество нот доходило до двенадцати, и чтобы они не повторялись до этого — например, в Tuba mirum. Также Lacrymosa строится на «свободном обращении» с тональностью и атональностью: в эту часть «вкраплены» до минор и другие звуки, доходящие до двенадцати.
Драматургия Реквиема организована посредством противопоставления и взаимодействия двух интонационных сфер — лирической и экспрессивно-драматической — и имеет поступательный «восходящий» характер. Лирическая сфера появляется в части Requiem, достигает кульминации в Lacrymosa (аллюзия к Моцарту), затем вновь возникает в «точке золотого сечения» — Sanctus. Ладовая основа лирической сферы — диатоника, пусть и хроматизированная. Главный носитель выразительности — мелодия, что соответствует монодическому принципу григорианских реквиемов, именно она определяет и гармонию, и фактуру. В Lacrymosa сочетание звуков в одновременности (вертикаль) рождается из их последовательного развёртывания (горизонталь) как реверберационный отзвук — приём, придающий музыке особую одухотворённость, сродни звучанию в храме. Лирическая сфера — «печальная и светлая», в ней — «одинокость, затерянность в пространстве и в то же время неземная красота».
«Земной, человечный характер Реквиема подчёркнут живым драматизмом, театрально яркими контрастами. Это музыкально-философское размышление о смысле бытия, о вере в жизнь и трагическом отчаянии расставания с ней, размышление, весомость которого усилена формой, освящённой веками».
Экспрессивно-драматическая сфера наиболее активно проявляется, начиная с Kyrie и вплоть до Rex tremendae. В ней преобладает хроматизм, недодекафонная серийность, часто организуемая посредством зеркальной симметрии. Эта сфера выражается через ритм, остинатность, хоровую декламацию. На протяжении частей I—V Реквиема обе сферы резко контрастируют, но постепенно лирическая сфера вытесняет экспрессивно-драматическую, что проявляется в количественном преобладании первой и в интонационной трансформации второй: так, в Domine Jesu активно используются кварты, больше свойственные диатонике, а в следующей части Hostias, также в значительной мере основанной на квартах и трезвучиях, в середине возникает лирическая сфера с опорой на сексту.
В предпоследней части Credo происходит интонационное взаимопроникновение, синтез обеих сфер (диатоника и секстовый остов — от первой, остинатность и оркестровка — от второй), рождающее новое музыкальное качество и раскрывающее основной смысл драматургии Реквиема. Введением этой части в состав произведения, в попытке избежать драматургического спада в конце, Шнитке удалось создать «чрезвычайно яркий» смысловой эффект: «атмосфера трагического одиночества внезапно взрывается мощным голосом духовного самоутверждения, и раскрываются иные горизонты». Именно так возникает идея преодоления смерти.

### Риторические фигуры и инструментовка
Использование музыкально-риторических фигур в Реквиеме предопределено его жанрово-стилистическими особенностями. Так, мотив креста возникает в Kyrie (по образцу баховских тем с нисходящей ум. 7, ces — d), в одноголосном варианте Recordare (мотив ВАСН — в зеркальном контрапункте со своим обращением, в заключительной строфе — усложняется канонически), в Lacrimosa (Saltus duriusculus — целая серия ум. 7). Мотив круга (Circulatio) как символ «вечности» проявляется в обрамлении всей композиции частями Requiem, возникает в двухголосном варианте Recordare, далее — в Sanctus и Credo. Последняя — выстроена по принципу динамической волны, то есть фактура постепенно уплотняется, динамика растёт от пиано к фортиссимо, затем на слушателя «обрушивается лавина звуков: мощное скандирование хора поддержано всем ансамблем, включая тутти органа и всей ударной группы». Дойдя до высшей точки напряжения, часть буквально обрывается, чтобы снова погрузить «в статичную, текущую словно вне времени и пространства» музыку первой части. Такую композиционную цикличность музыкальный критик Евгения Кривицкая иллюстрировала блоковской метафорой: «Умрёшь — начнёшь опять сначала, и повторится всё, как встарь…». В цикличности музыкальной формы Реквиема исследователи усматривали особый символизм. Основополагающие идеи литургической мессы — это постулаты вечного покоя и вечного света, символизирующие надежду на спасение после Страшного суда и на жизнь после смерти. Однако Шнитке «изъял» из состава реквиемов традиционного построения строфы и отдельные завершающие части (Lux aeterna, Libera me), касающиеся идеи вечного света: «вместо вечного света — вечный покой, лирически-смягчённое растворение…». Так композитор переосмысливает знаменитую булгаковскую антитезу «свет и покой»: «— А что же вы не берёте его к себе, в свет? — Он не заслужил света, он заслужил покой».
Подобный «инквизиторский» образный строй роднит Реквием с другими «мрачными» произведениями автора — первой симфонией, кантатой «История доктора Иоганна Фауста», Concerto Grosso № 1. Близость к ним подчёркивает также инструментальный состав Реквиема, в котором, например, большая группа ударных инструментов создаёт «театральные» эффекты: колокола как церковный символ, «страшновато "завывающий» флексатон. Из партитуры полностью исключены струнные инструменты, в чём Кривицкая видит следование идее композитора Игоря Стравинского в некоторых его сочинениях, в которые струнные не были включены за «слишком "тёплый", "человечный" тембр». Несмотря на все изменения, внесённые в содержание, музыкальную форму и инструментовку традиционного реквиема, тем не менее, сочинив Credo и поместив его в конце своего произведения, Шнитке, как считают исследователи, утвердил христианский постулат веры в единого Бога — неслучайно название этой части с латинского переводится как «верую». Отдельные интонационные решения подчёркивают такое утверждение, например, ход на кварту, используемый в частях Domine Jesu и Hostias, интерпретируется как символ обращения к Богу.

## Признание и критика
Написанный лаконичным синтетичным музыкальным языком и открывший «новую страницу творчества» Шнитке, Реквием вошёл в перечень наиболее известных произведений композитора. А по оказываемому эмоциональному воздействию — стал одним из «сильнейших». Искусствовед Г. Пантиелев назвал Реквием высшим достижением и образцом виртуозной техники Шнитке, которую он использовал в разработке мотивов и установлении связей между музыкальным материалом на уровне частей произведения. В числе первых слушателей Реквиема оказался близкий друг Шнитке — музыкант Марк Лубоцкий с супругой, — композитор сыграл для них только завершённое произведение на «своём старом "Беккере». Лубоцкий охарактеризовал это исполнение как одно из самых сильных музыкальных переживаний: «Он играл на довольно разбитом инструменте, слегка подпевал, иногда комментировал… — незабываемые часы». Музыковеды Евгения Чигарёва и Виктор Бобровский, также впервые услышавшие Реквием в исполнении автора, говорили об испытанном потрясении от его прослушивания. Они переписали тогда магнитофонную запись произведения и впоследствии включали её для знакомых. В их немузыкальном окружении впечатление было «сильнейшим» — так, по свидетельству Чигарёвой, литературовед Сергей Бочаров плакал, поэт Арсений Тарковский назвал Реквием музыкой «и до XVIII в. и после нас». В то же время в среде профессиональных музыкантов, как утверждала Чигарёва, возникла и другая, критическая, реакция — недоумение из-за упрощения музыкальной формы, что заставляло самого Шнитке сомневаться, не являлась ли его музыка «слишком простой».
Музыковед Валентина Холопова писала, что после прослушивания записи Реквиема по Москве «пошли взволнованные звонки» о том, что Шнитке создал «потрясающее» произведение — его сравнивали с Реквиемом Моцарта. К самому композитору часто обращались с просьбой разрешить прослушать сочинение. Холопова вспоминала, что ей удалось привести к Шнитке педагогов не из Москвы — под впечатлением от прослушивания Реквиема те «долго не могли отдышаться» во дворе его дома. Со слов музыковеда, больше всего в произведении поражали мелодические части — «тихая медитация Requiem aetemam, выразительная скорбь Lacrimosa, строгая красота приснившегося композитору Sanctus. Главное — здесь звучала настоящая святость, которую невозможно было сравнить с чем бы то ни было в окружающей современной музыке, даже и самого Шнитке».
Рассказывая об исполнении Реквиема в декабре 2009 года в Смольном соборе в постановке дирижёра Владимира Беглецова, обозреватели «Коммерсантъ Weekend» замечали, что в России произведение не входит в рамки «стандартного» филармонического репертуара. Издание определило Реквием как «уж больно беспросветное» сочинение — «нечто вроде личного апокалипсиса, нарисованного сочными мазками». В этой музыке мало молитвенного, но больше именно театрального. Указав на то, что кроме хора, в ней задействованы, например, медные духовые, ритм-секция, электрогитара, издание заключало: «зловещие силы зла" (реальная музыковедческая оговорка), переданы привычной для Шнитке обобщённой эстрадностью». Критические замечания, касающиеся эстрадности, в отношении музыки Шнитке звучат довольно часто, наряду с «лёгкостью» и «почти фамильярностью в обращении с классикой», — именно в этом аспекте упоминается факт включения в партитуру Реквиема бас-гитары как «эстрадного» инструмента.